# Brixia afrotropicalis
Brixia afrotropicalis är en insektsart som beskrevs av Van Stalle 1984. Brixia afrotropicalis ingår i släktet Brixia och familjen kilstritar. Inga underarter finns listade i Catalogue of Life.